# Sätra, Undenäs
Sätra är en plats vid Edsån i Undenäs socken i Karlsborgs kommun. År 1990 räknade SCB Sätra som småort. 
Vid Sätra ligger Sveriges äldsta bevarade benstamp från 1865, där kalk utvanns för böndernas behov.